# Amuq

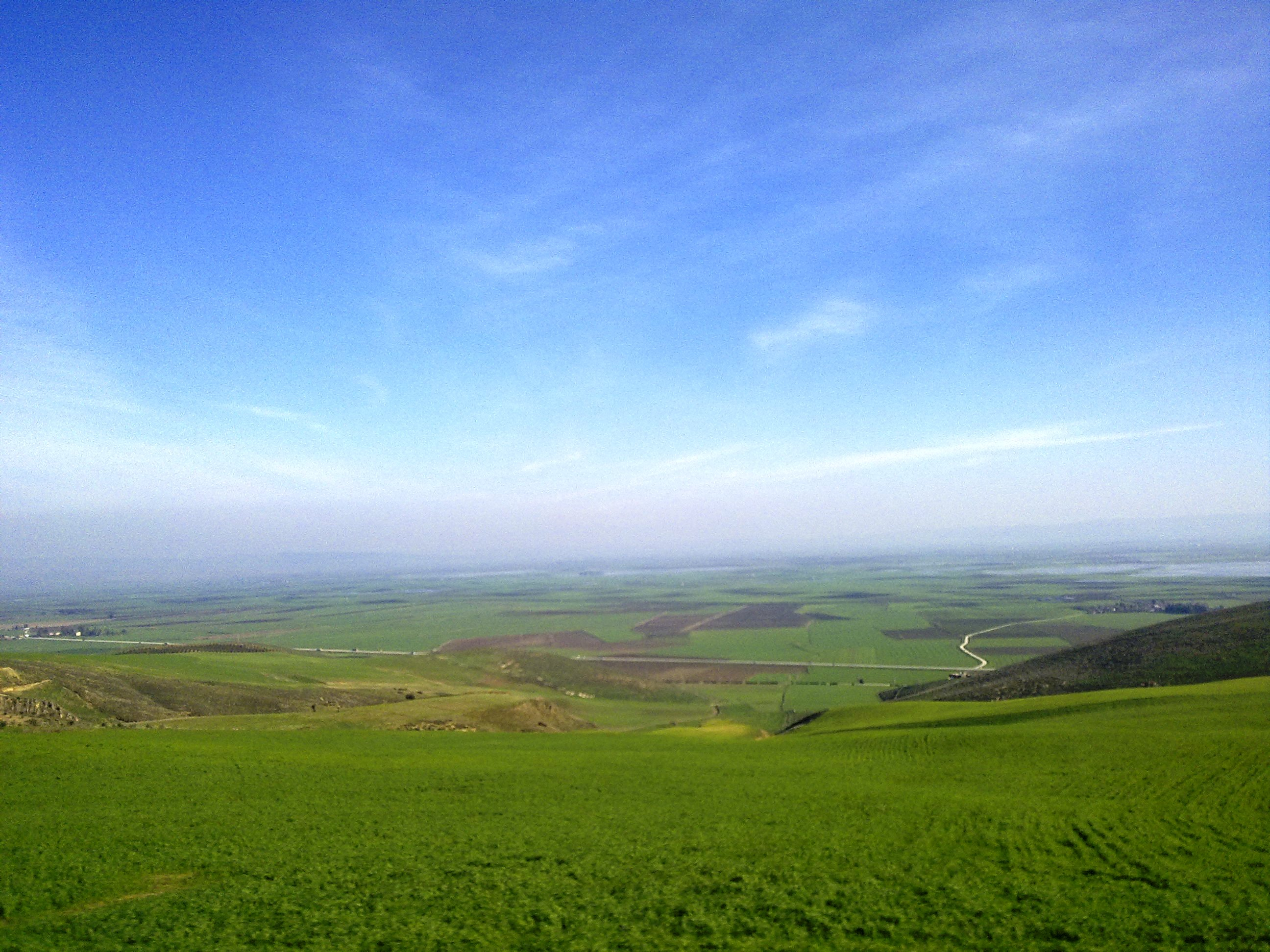
Amuq

Amuq (türkisch Amik Ovası, arabisch سهل العمق) ist eine Sumpfebene im südlichsten Teil der Türkei und liegt östlich des antiken Antiochia bzw. des heutigen Antakya. Archäologische Bedeutsamkeit erlangte sie durch verschiedene wichtige Funde aus der Zeit von Neolithikum bis Bronzezeit auf verschiedenen Tells. Von 1995 bis 2005 führte das Oriental Institute der University of Chicago dort einen archäologischen Survey durch.
Nach islamischer Eschatologie, hier Sahīh Muslim, Buch 41, Hadith 6924, werden im Amuq oder in Dabiq muslimische Armeen am Ende der Zeit auf ihre Feinde treffen.